# 高崎五郎右衛門
高崎 五郎右衛門（たかさき ごろうえもん、享和元年2月5日（1801年3月19日） - 嘉永2年12月3日（1850年1月15日））は、江戸後期の薩摩藩士。諱は温恭。嶷山と号した。父は高崎親勝。子には歌人として著名な高崎正風、孫に洋画家の曽山幸彦がいる。
藩の船奉行を勤めていた。藩世子の島津斉彬の襲封を画策し、それに反する家老島津久徳らお由羅派の暗殺を謀議した咎で嘉永2年（1850年）近藤隆左衛門らとともに出頭を命ぜられ、即日切腹させられた（謀議の真偽については不明）。この一件とこれに続く騒動をお由羅騒動という。墓所は鹿児島市の興国寺。

## 系譜
- 父：高崎親勝
- 母：知識氏
- 妻：登米子 - 新納常善の娘
  - 長男：高崎正風

## 登場作品
テレビドラマ
- 『翔ぶが如く』（1990年、NHK大河ドラマ　演:江角英明）